# Pfarrhaus (Hochaltingen)

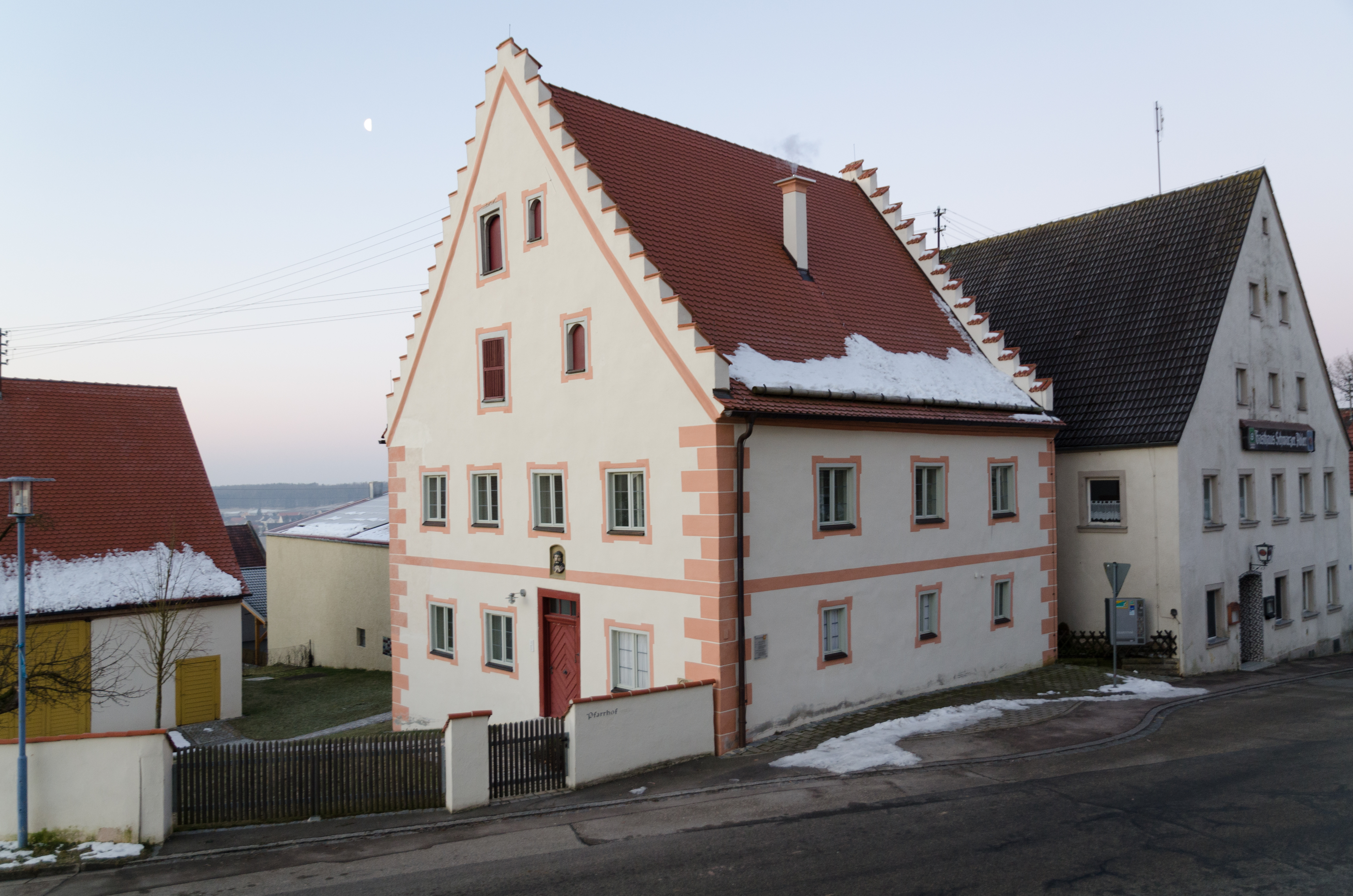
Pfarrhaus in Hochaltingen

Das Pfarrhaus in Hochaltingen, einem Gemeindeteil von Fremdingen im Landkreis Donau-Ries im bayerischen Regierungsbezirk Schwaben, wurde 1532 errichtet. Das Pfarrhaus an der Schloßstraße 6 ist ein geschütztes Baudenkmal.
Der zweigeschossige Satteldachbau mit Staffelgiebel wurde 1532 wohl über älterem Kern erneuert. Das Gebäude besitzt vier zu drei Fensterachsen.
Der dazugehörige Pfarrstadel ist ein erdgeschossiger Satteldachbau aus dem späten 18. Jahrhundert, der stark erneuert wurde. Die Einfriedung ist ebenfalls aus dem späten 18. Jahrhundert.